# Hans Friedrich Blunck
Hans Friedrich Blunck (Amburgo, 3 settembre 1888 – Amburgo, 24 aprile 1961) è stato uno scrittore e poeta tedesco.

## Biografia
Studiò legge alle università di Kiel e Heidelberg, per poi diventare dirigente governativo e nel 1925 consulente legale dell'università di Amburgo.  La sua attività primaria fu tuttavia quella letteraria, espressa sotto forma di racconti, romanzi, poesie, favole, drammi teatrali, ballate.
Fu un fervente nazista, e la sua ideologia nazionalista fu protagonista dei suoi scritti, che spesso vertevano su antichi miti celtici e sui concetti di razza e patria. Durante il Terzo Reich fu presidente della Camera della Cultura del Reich e membro dell'Accademia della Letteratura del Reich. Nel dopoguerra superò indenne il programma di denazificazione alleato, e continuò l'attività letteraria fino alla morte, pubblicando in particolare l'autobiografia in due volumi Unwegsame Zeiten, degna di nota per il ritratto benevolo e sostanzialmente apologetico del nazismo.